# Centenárius

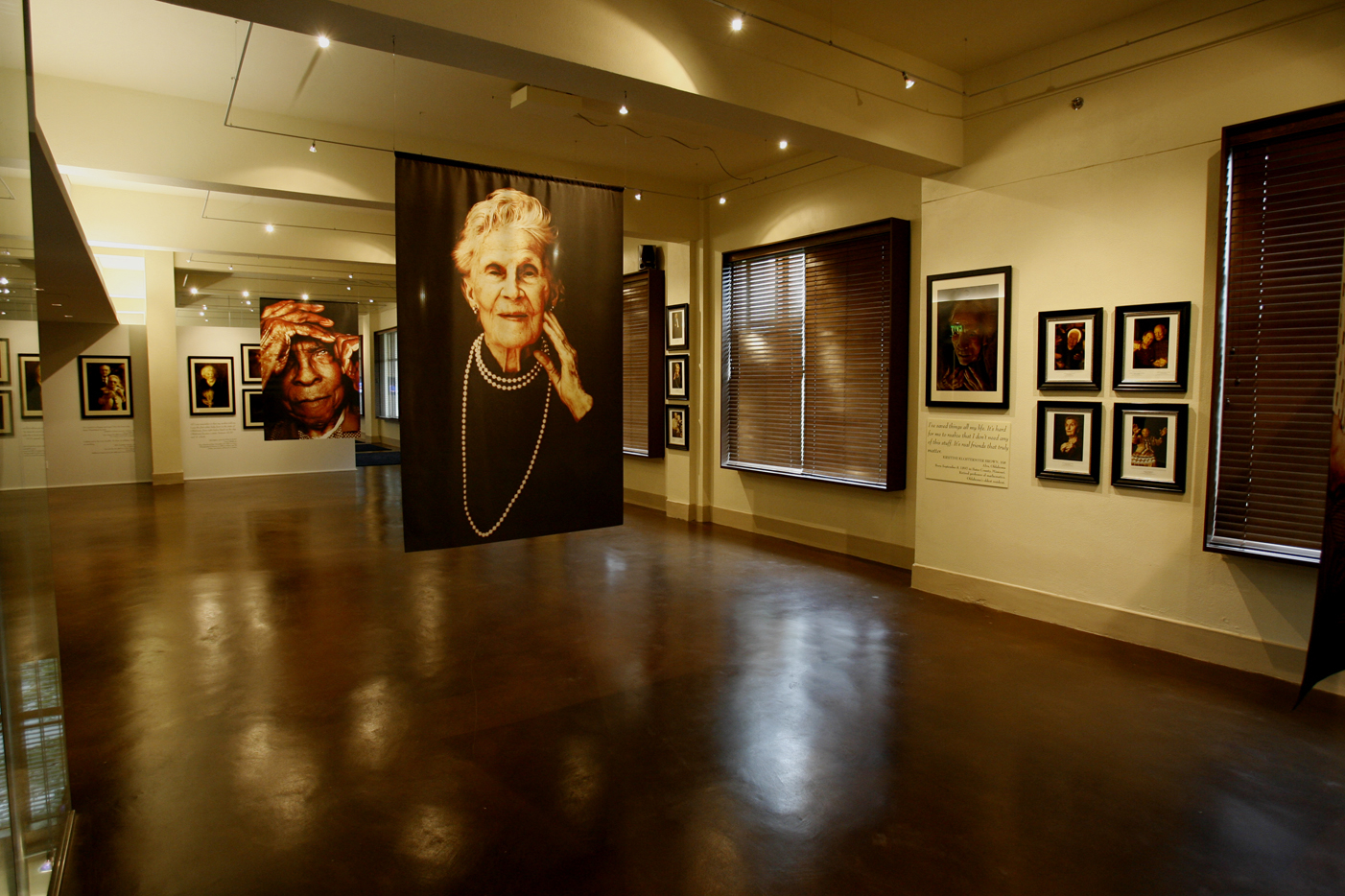
Mary Jane Alexander százévesek portréi az Oklahoma Heritage Associations Tulsa World Gallery-ben

Centenárius az a személy, aki betöltötte a 100. életévét. Mivel a várható élettartam világszerte száz alatt van, ez a kifejezés mindig a hosszú élettartamhoz kapcsolódik. Az Egyesült Nemzetek Szervezete 2012-ben úgy becsülte, hogy világszerte 316 600 százéves él.
Ahogy a világ népessége és a várható élettartam tovább növekszik, a huszonegyedik században a százévesek száma várhatóan jelentősen növekedni fog. Az Egyesült Királyság Nemzeti Statisztikai Hivatala szerint az országban 2013-ban született babák egyharmada várhatóan száz évig él.
Az Egyesült Nemzetek Szervezete becslése szerint jelenleg 573 000 százéves él, ami majdnem négyszerese a 2000-ben becsült 151 000-nek. Az ENSZ 1998-as demográfiai felmérése szerint Japánban 2050-re várhatóan 272 000 százéves lesz; más források szerint ez a szám megközelítheti az 1 milliót. A földön Japánban él a legtöbb százéves a teljes lakosságra kivetítve. 3522 emberből 1 száz éves vagy a feletti.

## Szupercentenárius

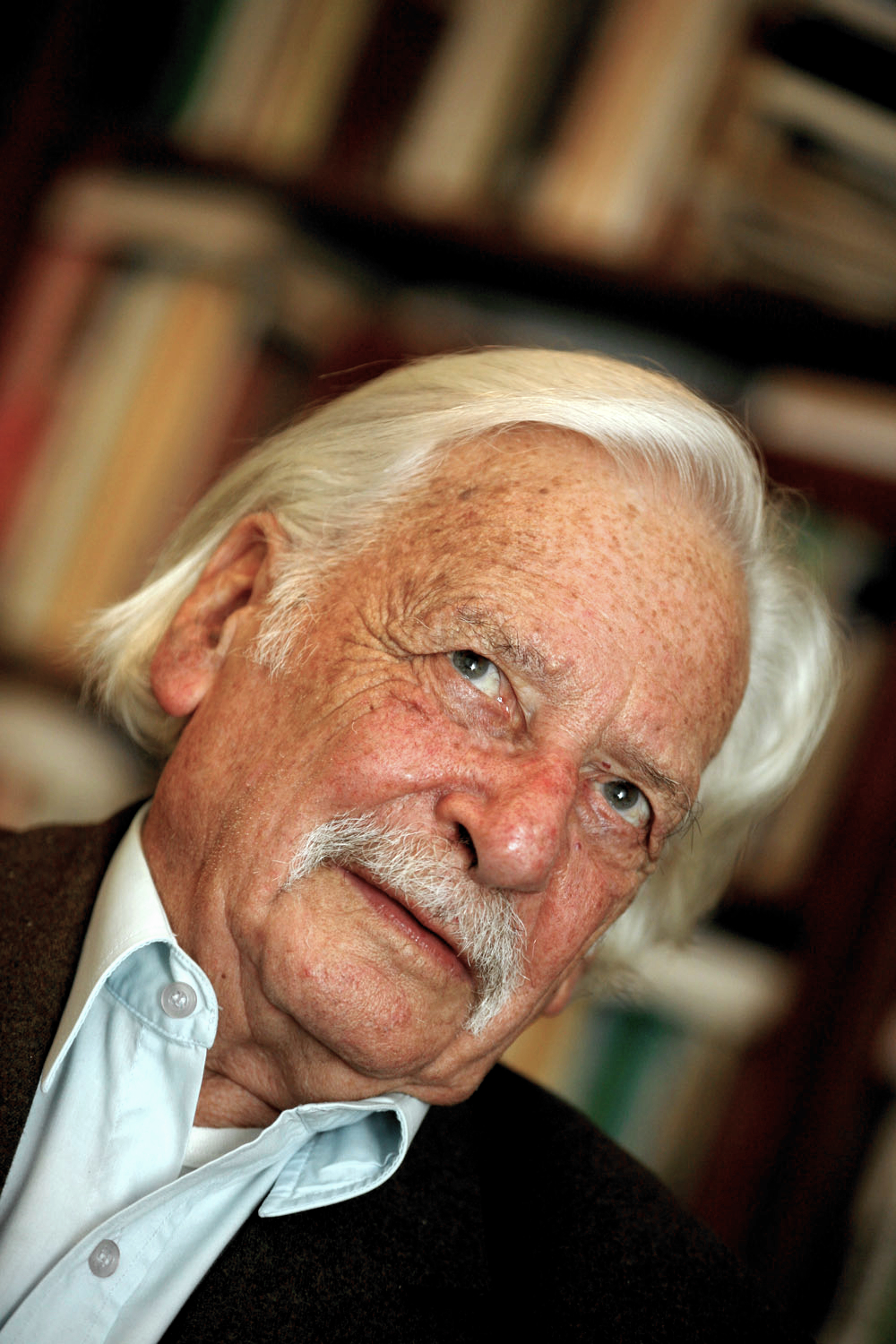
Ismert centenárius Bálint György (1919–2020) kertész- és mezőgazdasági mérnök

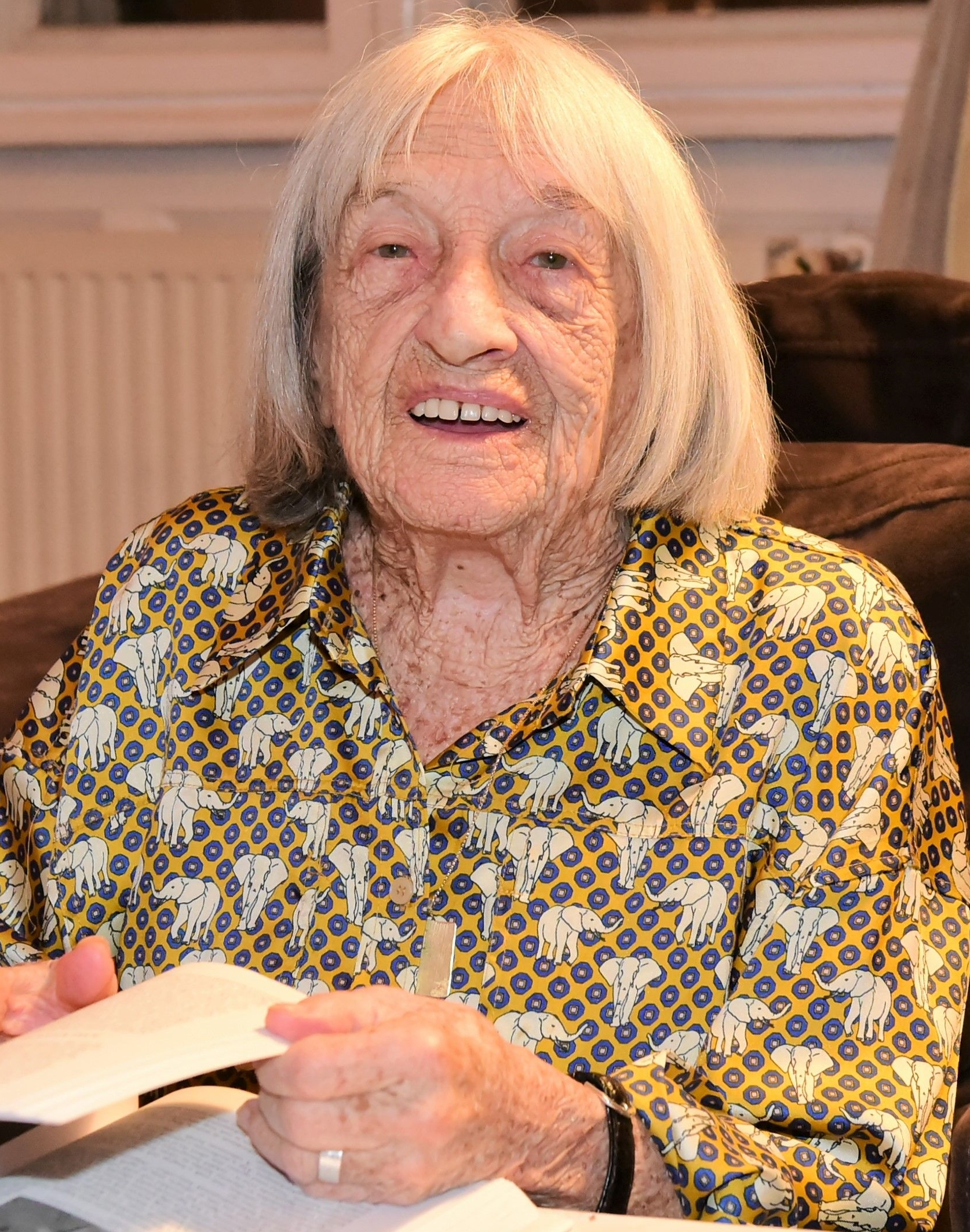
Ismert centenárius Keleti Ágnes (1921–2025) a Nemzet Sportolója címmel kitüntetett ötszörös olimpiai bajnok magyar tornász

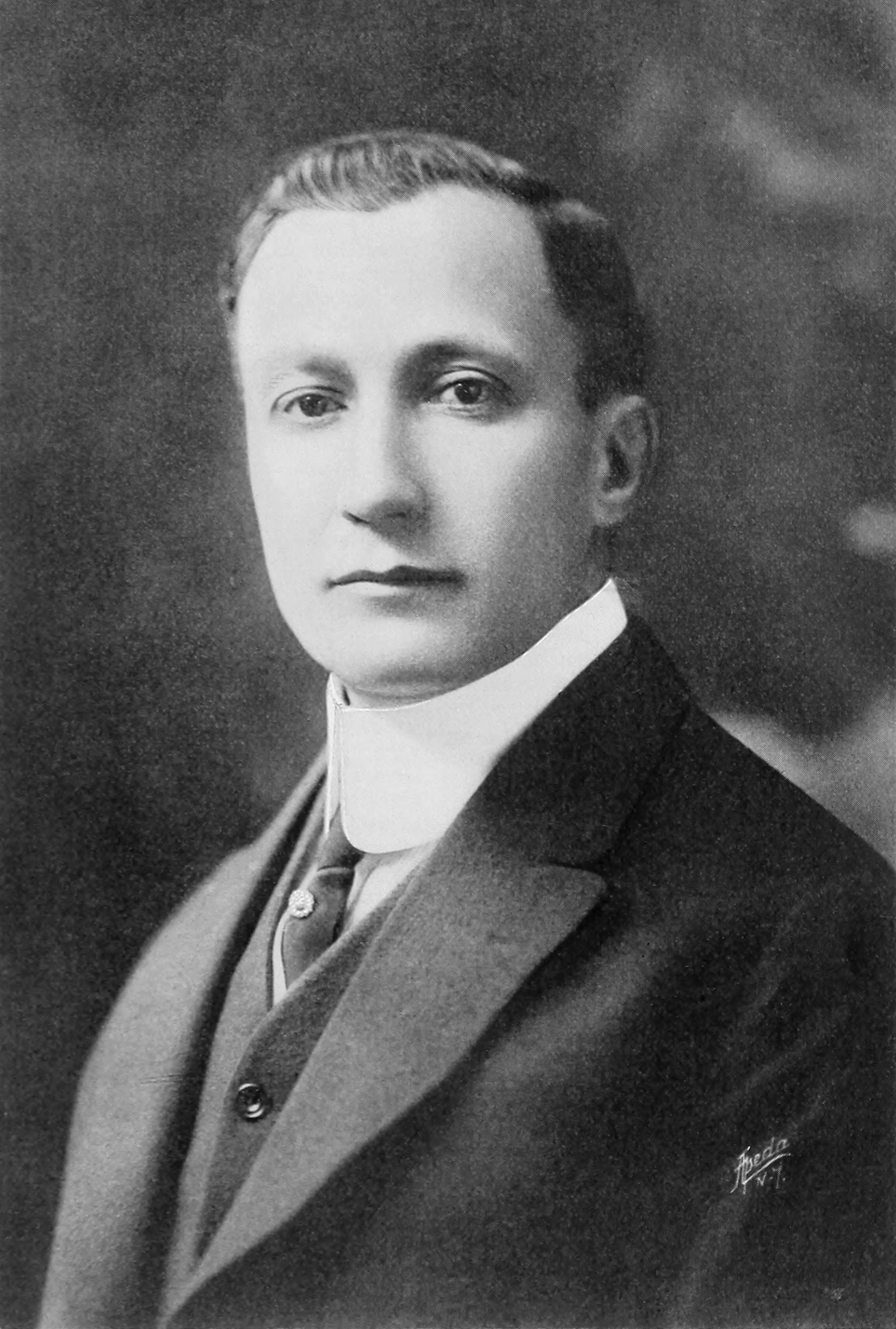
Ismert centenárius Adolf Zukor (1873–1976) magyar származású producer, a Paramount Pictures filmvállalat alapítója.

Szupercentenáriusnak (korrekorder) azokat nevezzük, akik betöltötték a 110. életévüket. Ezt az életkori mérföldkövet csak 1000 százévesből 1 éri el. A francia Jeanne Calment az egyetlen igazolt szupercentenárius személy, aki elérte a 120 éves mérföldkövet.

## Magyarország valaha élt legidősebb emberei (109+)
|    | Név                                   | Született                  | Elhunyt                    | Kora                       | |
| -- | ------------------------------------- | -------------------------- | -------------------------- | -------------------------- | --- |
| 1  | Zsilinszki Veronika                   | 1908. február 4.           | 2021. április 20.          | 113 év, 75 nap             | Magyarország legidősebb állampolgára (2018–2021) A legtöbb évet megélt magyar a történelemben.                                           |
| 2  | Fejes Istvánné Soltész Erzsébet       | 1911. február 15.          | 2022. december 17.         | 111 év, 305 nap            | Magyarország legidősebb állampolgára (2021–2022)                                                                                         |
| 3  | Bélik Jánosné Piláth Katalin          | 1907. szeptember 17.       | 2018. november 3.          | 111 év, 47 nap             | Magyarország legidősebb állampolgára (2017–2018)                                                                                         |
| 4  | Höffner Mária                         | 1905. június 20.           | 2016. július 30.           | 111 év, 40 nap             | Magyarország legidősebb állampolgára (2014–2016)                                                                                         |
| 5  | Kerner Jánosné Szondi Mária           | 1909. december 23.         | 2020. december 21.         | 110 év, 364 nap            | |
| 6  | Kudász Jánosné Guba Ilona             | 1902. április 27.          | 2013. március 19.          | 110 év, 326 nap            | Magyarország legidősebb állampolgára (2010–2013)                                                                                         |
| 7  | Gallai Rezső                          | 1904. január 29.           | 2014. szeptember 25.       | 110 év, 239 nap            | Magyarország legidősebb férfi állampolgára (2010–2014), legidősebb állampolgára (2013-2014). Európa legidősebb férfi állampolgára (2014) |
| 8  | Kovács Dezsőné Balogh Margit          | 1906. szeptember 25.       | 2017. május 13.            | 110 év, 230 nap            | Magyarország legidősebb állampolgára (2016–2017)                                                                                         |
| 9  | Csiki Sándorné Földes Rozália         | 1894. január 18.           | 2004. július 20.           | 110 év, 184 nap            | Magyarország legidősebb állampolgára (2001–2004)                                                                                         |
| 10 | Varga Jánosné Füller Mária Eugénia    | 1895. március 10.          | 2005. augusztus 11.        | 110 év, 154 nap            | Magyarország legidősebb állampolgára (2004–2005)                                                                                         |
| 11 | Brandeisz Elza                        | 1907. szeptember 18.       | 2018. január 6.            | 110 év, 110 nap            | |
| 12 | Szűcs Józsefné Slotka Erzsébet        | 1890. október 28.          | 2000. december 17.         | 110 év, 50 nap             | Magyarország legidősebb állampolgára (1998–2000)                                                                                         |
| 13 | Vincze Istvánné Vizy Anna             | 1908. június 20.           | 2018. június 6.            | 109 év, 351 nap            | |
| 14 | Bernáth Ferencné Batki Margit         | 1908. július 16.           | 2018. április 12.          | 109 év, 270 nap            | |
| 15 | Nagy Józsefné Gieger Józsa            | 1906. március 3.           | 2015. november 2.          | 109 év, 244 nap            | |
| 16 | Juhász Árpádné ... Terézia            | 1914. május 14. (111 éves) | 1914. május 14. (111 éves) | 1914. május 14. (111 éves) | Magyarország legidősebb állampolgára (2022 óta)                                                                                          |
| 17 | Kustos Ferencné Farkas Mária          | 1899. november 24.         | 2009. május 26.            | 109 év, 184 nap            | Magyarország legidősebb állampolgára (2009) Az utolsó magyar ember, aki az 1800-as években született.                                    |
| 18 | Ocskai Rudolfné Mucha Anna            | 1911. augusztus 13.        | 2021. január 20.           | 109 év, 170 nap            | |
| 19 | Nyakas Jánosné Bősz Márta             | 1907. április 24.          | 2016. szeptember 19.       | 109 év, 148 nap            | |
| 20 | Buzáky Lajosné Harangi Margit         | 1898. május 2.             | 2007. szeptember 11.       | 109 év, 132 nap            | Magyarország legidősebb állampolgára (2007)                                                                                              |
| 21 | Vojcek Istvánné Csidalka Katalin      | 1868. január 24.           | 1977. május 24.            | 109 év, 120 nap            | Magyarország legidősebb állampolgára (1973-1978)                                                                                         |
| 22 | Szentirmay Jánosné Kránixfeld Terézia | 1899. november 4.          | 2009. február 2.           | 109 év, 90 nap             | Magyarország legidősebb állampolgára (2007–2009)                                                                                         |
| 23 | Fodor Lászlóné Babik Julianna         | 1891. június 16.           | 2000. augusztus            | 109 év, 2 hónap            | |
| 24 | Jobbágy Ágostonné Vissy Ilona         | 1915.augusztus 5.          | 2024.október 3.            | 109 év, 59 nap             | |
| 25 | Nagy Istvánné Marton Jolán            | 1891.szeptember 11.        | 2000.november 8.           | 109 év, 58 nap             | |
| 26 | Csorba Sándorné Farkas Viktória       | 1890.december 18.          | 2000.január 4.             | 109 év, 17 nap             | |